# Johan De Paepe
Johan De Paepe (17 februari 1965) is een Vlaams acteur. Hij is vooral bekend als Paul Jacobs uit de VTM-soap Familie. Naast het acteren is hij ook werkzaam als leraar Nederlands aan het Sint-Ursulalyceum in Lier. Hij heeft een relatie met actrice Katrien De Becker en is de vader van Pieter-Jan De Paepe. De Paepe is verder ook een vaak gevraagde stem om radiospotjes of natuurdocumentaires in te spreken.

## Rollen

### Televisie
- Familie - Paul Jacobs (2007-2012)
- Aspe - Marco Dewit (2007)
- Willy's en Marjetten - Diverse rollen (2006)
- Zone Stad - Garagist Verdonck (2005)
- Wittekerke - Johan De Cock (2002)
- Spoed - Chris Huyckx (2001) / Vader (2002) / ? (2004) / ? (2005) / Aantastelijke man (2007)
- F.C. De Kampioenen - Scheidsrechter (1998)

### Nasynchronisatie
- The Fairytaler - Verschillende personages (2002-2003)
- Kiff - Martin Chatterley (2023-)

### (Kort)film
- Cocoon (2007) - Gynaecoloog

### Theater
- Tweelicht & Zoon (1999-2002)
- HETPALEIS (1998-1999)
- Koninklijk Jeugdtheater (1993-1998)